# Edward Tadeusz Bieliński
Edward Tadeusz Bieliński (ur. 13 października 1795 w Tomaszpolu, zm. 1864 we Lwowie) – polski inżynier, oficer inżynierii Królestwa Polskiego, jeden z budowniczych kanału Augustowskiego.

## Życiorys
Pochodził z rodziny Tadeusza Bielińskiego herbu Junosza i jego żony Petroneli z d. Owczarskiej. Urodził się 13 października 1795 w Tomaszpolu i ukończył Liceum Krzemienieckie. W 1816 wstąpił do wojsk artyleryjskich i w następnym roku przeniesiony został do wojsk inżynieryjnych. W 1819 dostał stopień podporucznika oraz był adiutantem gen. Hauke oraz Komitetu Artylerii i Inżynierów. Był jednym z budowniczych kanału Augustowskiego i wraz z Michałem Horainem kierował budową śluzy Kudrynki. Kierował również zakładem w Białobrzegach produkującym cement wiążący pod wodą.  Brał udział w wojnie z Turcją, za co otrzymał Order Świętej Anny 3 kl. z kokardą i awans na stopień porucznika.
W powstaniu listopadowym brał czynny udział i w lutym 1831 otrzymał stopień kapitana, a we wrześniu 1831 podpułkownika. Odznaczony Złotym Krzyżem Orderu Virtuti Militari. Z korpusem gen. Ramorino przeszedł do Galicji. Po upadku powstania udał się na emigrację do Francji. W lipcu 1834 był w Szwajcarii i wraz z J.P. Lelewelem pracował przy osuszanie bagien.
W 1852 przeniósł się do Galicji i osiadł we Lwowie, gdzie był prezesem Towarzystwa Wzajemnych Ubezpieczeń od Ognia. Opracował plan żeglugi po Dniestrze. Przyjacielem Bielińskiego we Lwowie był Wincenty Pol, który właśnie jemu zadedykował swój poemat historyczny "Mohort".
Żonaty był z Julią Kieszkowską z Kieszkowa h. Krzywda, zmarł we Lwowie w 1864.